# 1152

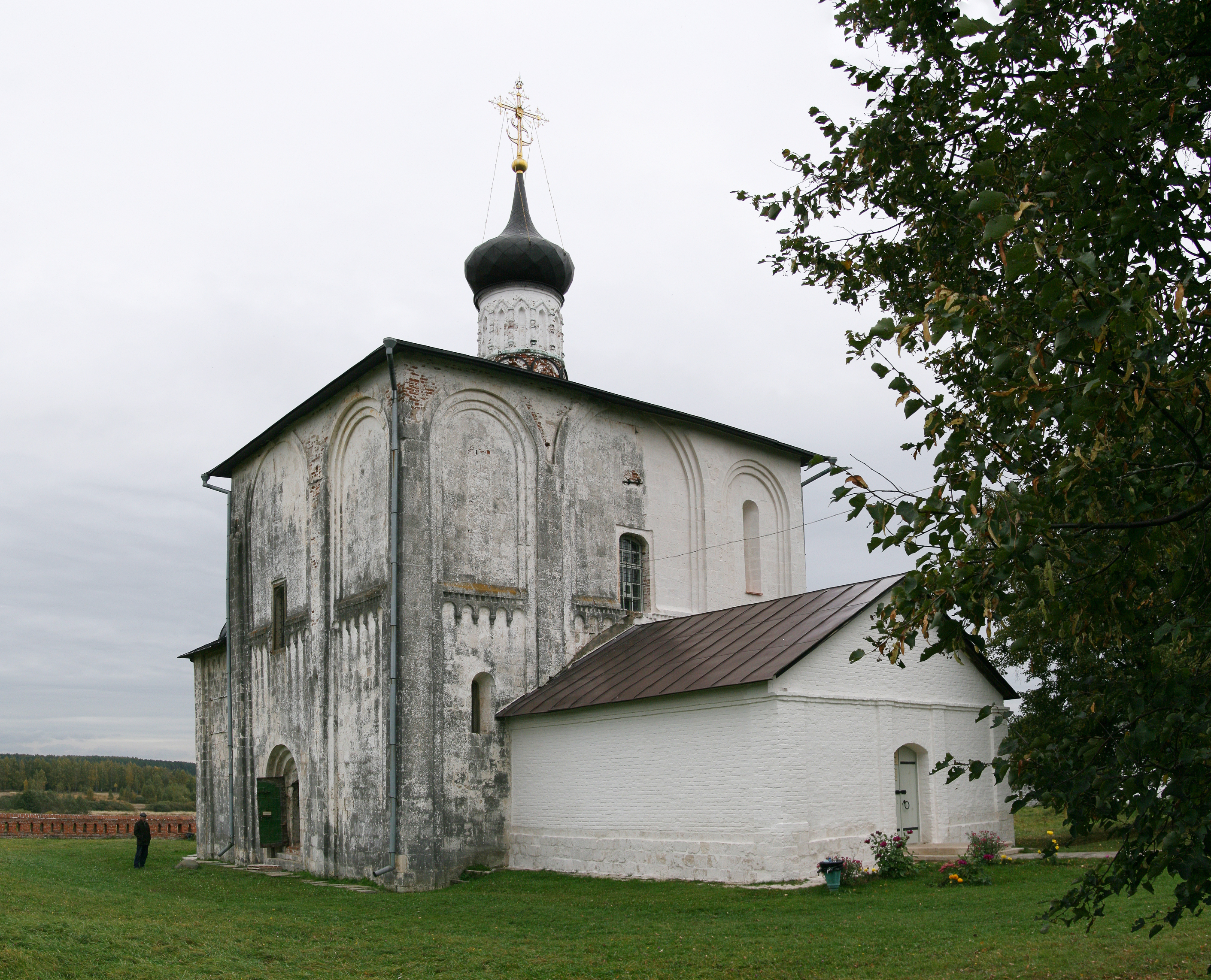
Kerk van Boris en Gleb, Kideksja, gebouwd 1152

Het jaar 1152 is het 52e jaar in de 12e eeuw volgens de christelijke jaartelling.

## Gebeurtenissen
- 4 maart - Frederik Barbarossa, hertog van Zwaben, wordt gekozen tot koning van Duitsland.
- 9 maart - Frederik wordt gekroond door aartsbisschop Arnold II van Keulen.
- 11 maart - Lodewijk VII van Frankrijk verkrijgt van de kerk nietigverklaring van zijn huwelijk met Eleonora van Aquitanië.
- 18 mei - Eleonora van Aquitanië trouwt met Hendrik II van Normandië, kroonpretendent van Engeland.
- Abd al-Mu'min ibn Ali, kalief van de Almohaden, verovert Ifriqiyah. Einde van het rijk van de Ziriden, en van de Afrikaanse bezittingen van het koninkrijk Sicilië.
- Synode van Kells: Ierland wordt kerkelijk heringedeeld, en bestaat nu uit vier aartsbisdommen onder het primaat van Armagh.
- In het koninkrijk Jeruzalem komt het tot een burgeroorlog tussen koningin Melisende en haar zoon, koning Boudewijn III.
- De stad Al Qal'a wordt verwoest.
- Bij een overstroming in de omgeving van Venetië verlegt de Brenta haar loop naar de lagune van Venetië.
- Alfons VII van Castilië trouwt met Richeza van Polen.
- Sven III van Denemarken trouwt met Adela van Meißen.
- Adolf II van Berg trekt zich terug in een klooster.
- Het bisdom Nidaros in Trondheim wordt een aartsbisdom.
- De St. Magnus Cathedral in Kirkwall wordt voltooid.
- Kloosterstichtingen: Leffe, Weerselo (Het Stift).
- Vermoedelijke stichtingsdatum van de stad Kostroma.
- Voor het eerst vermeld: Marche-les-Dames.

## Opvolging
- bisdom Augsburg - Wouter I van Dillingen opgevolgd door Konrad van Hirscheck
- Blois en Dunois - Theobald IV opgevolgd door zijn zoon Theobald V
- Champagne en Meaux - Theobald IV van Blois opgevolgd door zijn zoon Hendrik I
- Duitsland - Koenraad III opgevolgd door zijn neef Frederik Barbarossa
- Khmer-rijk - Suryavarman II opgevolgd door Harshavarman IV, op zijn beurt opgevolgd door Dharanindravarman II
- Lohn - Gerhard II opgevolgd door zijn zoon Godschalk II
- bisdom Skálholt - Klængur Þorsteinsson in opvolging van Magnús Einarsson
- Toscane - Ulrich van Attems opgevolgd door Welf VI
- Tripoli - Raymond II opgevolgd door zijn zoon Raymond III
- Vermandois en Valois - Roeland I opgevolgd door zijn zoon Hugo II
- Zähringen - Koenraad I opgevolgd door zijn zoon Berthold IV
- Zwaben - Frederik Barbarossa opgevolgd door zijn neef Frederik IV (zoon van Koenraad III)

## Geboren
- Amalrik VII van Thouars, Frans edelman (jaartal bij benadering)
- Jacob van Avesnes, Frans edelman (jaartal bij benadering)

## Overleden
- 8 januari - Koenraad I van Zähringen, hertog van Zähringen en Bourgondië
- 10 januari - Theobald IV van Blois (62), graaf van Blois, Dunois, Meaux en Champagne
- 15 februari - Koenraad III van Hohenstaufen (~58), koning van Duitsland (1138-1152)
- 10 april - Eberwin van Helfenstein, Duits geestelijke
- 27 april - Adelelmus, Vlaams kluizenaar
- 12 juni - Hendrik (~37), kroonprins van Schotland
- 14 oktober - Roeland I (~67), graaf van Vermandois en Valois
- Gerhard II, graaf van Lohn
- Gilbert van Affligem, Duits abt
- Herman II van Winzenburg, markgraaf van Meißen en landgraaf van Thüringen
- Raymond II, graaf van Tripoli (moordaanslag)
- Adelard van Bath, Engels geleerde (jaartal bij benadering)
- Frederik, graaf van Vianden (jaartal bij benadering)